# Kulina (Vinni)
Kulina (Duits: Kullina) is een plaats in de Estlandse gemeente Vinni, provincie Lääne-Virumaa. De plaats heeft 42 inwoners (2021) en heeft de status van dorp (Estisch: küla).
De plaats ligt aan de rivier Kunda.

## Geschiedenis
In 1641 werd een landgoed Lechtigall und Arroküll genoemd, eigendom van de familie Kudling.  Lechtigall is Lähtse, Arroküll is Aruküla, allebei buurdorpen van Kulina. Het landgoed komt ook wel voor onder de naam Lechtigall, sonst Kudlings Gut genannt (‘Lechtigall, ook wel het landgoed van Kudling genoemd’). Het kreeg later de naam Kulina, naar de familie Kudling. Kulina werd voor het eerst genoemd in 1726 als Kullina. De laatste eigenaar voor de onteigening door het onafhankelijk geworden Estland in 1919 was Arthur von Kirschten.
Het houten landhuis is gebouwd in 1900. Het verving toen een ouder gebouw. In de jaren 1926-1999 diende het gebouw als school. Sinds 2006 is het in particuliere handen.
In 1977 werd het buurdorp Kulina-Puka bij Kulina gevoegd.